# 那須町共同利用模範牧場
那須町共同利用模範牧場（なすまちきょうどうりようもはんぼくじょう）は、1968年（昭和43年）4月に開設された栃木県那須郡那須町にある町営牧場。農林水産省の共同利用模範牧場建設事業により建設された公共牧場である。また、日本遺産「明治貴族が描いた未来 ～那須野が原開拓浪漫譚～」の構成文化財の一つである。

## 概要
牧場面積は376ヘクタールで、内訳は集約草地（牧草地）245ヘクタール、自然草地（野草地）131ヘクタールである。また、所有者区分では、町有地333ヘクタール、民有地47ヘクタールである。
栃木県内の畜産農家から預託牛を受け入れ、夏季に放牧し、冬季に農家に戻すサイクルを基本としていた。2015年度から農地所有適格法人「那須の農（みのり）」が指定管理者として運営してきた（5年ごとの更新）。
施設は酪農家による利用が減少しており、牧場の運営管理費や施設修繕費として年間約3600万円がかかること、老朽化施設の建て替えに将来的に約12億6000万円がかかることなどから、2024年度夏期の預託牛受け入れを休止して牧場の新たな活用策を検討することになった。2024年度末で指定管理者契約期間が満了となるが、指定管理者の再募集も行われない見通しである。